# Funkcijsko programiranje
Funkcijsko programiranje je programska paradigma koja tretira računanje kao evaluaciju matematičkih funkcija i izbjegava stanje i mutabilne podatke. Naglašava primjenu funkcija, kao suprotnost stilu imperativnog programiranja koji naglašava promjene u stanju.
Šira koncepcija funkcijskog programiranja jednostavno definira skup zajedničkih briga i tema mjesto popisa distinkcija od ostalih paradigmi. Često se važnima smatraju funkcije višeg reda i prvorazredne funkcije, zatvaranja i rekurzija. Druga uobičajena svojstva funkcijskih programskih jezika su kontinuacije, Hindley-Milner sustavi inference tipova, nestriktne evaluacijske strategije (uključujući i "lijenost") te monade.
Funkcijski jezici uključuju APL, Erlang, Haskell, Lisp, ML i Scheme (u abecednom poretku).
Funkcijski programski jezici, napose "čisti funkcijski", su često istaknuti u akademskoj zajednici, za razliku od komercijalnog razvoja programske podrške. U drugu ruku, istaknuti funkcijski jezici korišteni u industriji i komercijalnim aplikacijama uključuju Erlang (konkurentne aplikacije), R (statistika), Mathematica (simbolička matematika), Haskell, ML, J i K (financijska analiza), te domenski-specifične programske jezike kao što je XSLT.
Lambda račun je osnovica većine modela funkcijskog programiranja.